# Francisco I. Madero, Hueyapan de Ocampo
Francisco I. Madero är en ort i Mexiko.   Den ligger i kommunen Hueyapan de Ocampo och delstaten Veracruz, i den sydöstra delen av landet, 500 km öster om huvudstaden Mexico City. Francisco I. Madero ligger 720 meter över havet och antalet invånare är 358.
Terrängen runt Francisco I. Madero är huvudsakligen kuperad, men den allra närmaste omgivningen är platt. Runt Francisco I. Madero är det ganska tätbefolkat, med 56 invånare per kvadratkilometer. Närmaste större samhälle är Catemaco, 16,5 km nordväst om Francisco I. Madero. Omgivningarna runt Francisco I. Madero är en mosaik av jordbruksmark och naturlig växtlighet.